# Leucania kuyaniana
Leucania kuyaniana là một loài bướm đêm trong họ Noctuidae.